# Droga krajowa nr 210 (Kostaryka)
Droga krajowa nr 210 (hiszp. Ruta Nacional Secundaria 210/Ruta 210) – jedna z dróg krajowych w Kostaryce. Znajduje się ona w prowincji San José.

## Opis
W prowincji San José droga krajowa nr 210 przebiega przez kanton Desamparados (przez dystrykt San Antonio) oraz przez kanton Curridabat (przez dystrykty Curridabat i Tirrases).